# Ad-exchange
L'Ad-exchange est une plateforme automatisée de vente et d’achat d’espaces publicitaires sur Internet. Elle permet de mettre en relation des acheteurs (agences de publicité, agences médias ou annonceurs directement) et vendeurs (sites supports éditeurs, réseaux ou régies publicitaires),.

Les Ad-exchanges sont un des composants techniques fondamentales du Marketing programmatique.

Place de l'ad exchange.